# Pazzo per la musica
Pazzo per la musica (Josette) è un film del 1937 diretto da Christian-Jaque.
È una commedia drammatica francese con Fernandel, Josette Contandin e Mona Goya.

## Produzione
Il film, diretto da Christian-Jaque su una sceneggiatura di Paul Fékété, fu prodotto da Jules Calamy per la Productions Calamy.

## Colonna sonora
- C'est la fête à tante Aurore - musica di Vincent Scotto, parole di Jean Manse e 'Paul Fekete', cantata da Fernandel e Josette Contandin
- Célestine - musica di Vincent Scotto, parole di Jean Manse e Paul Fekete, cantata da Fernandel

## Distribuzione
Il film fu distribuito con il titolo Josette in Francia dal 22 gennaio 1937 al cinema dalla Gray-Film.
Altre distribuzioni:
- nei Paesi Bassi l'8 luglio 1938 (Den Haag)
- in Portogallo il 15 luglio 1938 (A Garota de Fernandel)
- in Grecia (Na gabros, na malama)
- in Danimarca (Vil DU være min Far? (Gadesangeren fra Paris))
- in Italia (Pazzo per la musica)

## Critica
Secondo il Morandini il film è un "melodramma allo sciroppo di menta scritto su misura per Fernandel e sua figlia Josette".